# Too Much Johnson
Too Much Johnson è un film muto diretto da Orson Welles.
Si tratta, probabilmente, della prima pellicola diretta dal cineasta statunitense nonché del debutto per il suo attore feticcio, Joseph Cotten.
Il mediometraggio, che cita il film Preferisco l'ascensore! (1923) con Harold Lloyd, è stato considerato per decenni un film perduto finché è stato riscoperto nel 2008.

## Sinossi
La trama ruota attorno a un personaggio principale, Johnson, che si trova continuamente perseguitato da altre due persone che assumono la sua identità.

## Produzione
All'epoca in cui il film venne girato, Welles era dedito principalmente al teatro, avendo già rappresentato una rivisitazione in chiave moderna del Macbeth e lo spettacolo omonimo di William Gillette. 
Nonostante fosse definito una delle sue opere preferite, il film – che Welles stesso montò in una stanza d'albergo di New York – non fu completato a causa dei grossi problemi finanziari del giovane regista. Tuttavia, avendo a cuore il progetto, il cineasta conservò le bobine del mediometraggio nella sua villa di Madrid quando, nel 1971, a causa di un incendio, queste finirono distrutte e Welles dichiarò di aver perso l'unica copia esistente della pellicola.
Invece nel 2008, a Pordenone, una copia della pellicola fu ritrovata casualmente all'interno di un magazzino: successivamente restaurata dalla Cineteca del Friuli, l'opera è stata proiettata in prima mondiale il 9 ottobre 2013 alle Giornate del Cinema Muto di Pordenone.